# Abúl Kalám Azad
Abúl Kalám Azad (11. listopadu 1888 Mekka – 22. února 1958 Dillí), čestným označením Maulána („Náš pán“), byl indický politik, učenec, islámský teolog, aktivista za nezávislost a jeden z vůdců Indického národního kongresu během indického hnutí za nezávislost. Po dosažení nezávislosti Indie se stal prvním ministrem školství v indické vládě. Jeho narozeniny se v Indii slaví jako Národní den vzdělávání.
Jako mladý muž psal Azad poezii a pojednání o náboženství a filozofii v urdštině. Proslavil se jako novinář psaním článků kritických vůči britské koloniální vládě a podporujících indický nacionalismus. Azad se stal vůdcem hnutí Chalifát, což ho dovedlo do blízkého kontaktu s indickým vůdcem Mahátmou Gándhím. Azad se stal nadšeným zastáncem Gándhího myšlenek nenásilné občanské neposlušnosti. Organizoval protest proti Rowlattovým zákonům z roku 1919 a propagoval nákupy domácích produktů a samosprávu pro Indii. V roce 1923, ve věku 35 let, se stal nejmladším předsedou Indického národního kongresu.
V říjnu 1920 byl Azad zvolen za člena výboru pro založení univerzity Jamia Millia Islamia v Aligarhu, aniž by mu k této pozici pomohla britská koloniální vláda. V roce 1934 pak pomáhal univerzitu přestěhovat z Aligarhu do Nového Dillí. Je po něm pojmenována hlavní brána (brána č. 7) hlavního kampusu univerzity.
Azad byl jedním z hlavních organizátorů protestům proti solné dani v roce 1931 a ukázal se jako jeden z nejdůležitějších národních vůdců té doby, hlasatel hinduisticko-muslimské jednoty a zastánce sekularismu a socialismu. Působil jako předseda Kongresu v letech 1940 až 1945, během nichž bylo zahájeno povstání Quit India. Azad byl tehdy spolu s celým vedením Kongresu uvězněn. Prostřednictvím novin Al-Hilal pracoval také pro hinduisticko-muslimskou jednotu.